# Гарт (Бобровицкий район)
Гарт (укр. Гарт) – село, расположенное на территории Бобровицкого района Черниговской области (Украина) на берегу реки Недра.
Население составляет 36 жителей (2006 год). Плотность населения — 72,73 чел/кв.км.
Впервые упоминается в 1150 году.
Село Гарт находится примерно в 12 км к юго-востоку от центра города Бобровица. Средняя высота населённого пункта — 135 м над уровнем моря. Село находится в зоне умеренно континентального климата.
Национальный состав представлен преимущественно украинцами, конфессиональный состав — христианами.